# Dick Wathika
Dickson Mwangi Wathika, detto Dick (Mukurwe, 20 ottobre 1973 – 19 dicembre 2015), è stato un attivista e politico keniota, primo cittadino della metropoli di Nairobi dal 2006 al 2013, ruolo che ricoprì anche nel 2004.

## Biografia
Gareggiò con successo per la Makadara Elettorale, seggio parlamentare nel 2007 per le elezioni in Kenya. A sostegno di Wathika c'era il Partito di Unità Nazionale. L'elezione fu annullata a maggio 2010.
Lottava da anni per bloccare l'AIDS nel Kenya, e anche contro il razzismo e la discriminazione.